# تل قدس
تل قدس يقع في فلسطين على بعد حوالي 7 كيلو متر إلى الشمال الغربي من بحيرة طبريا وحوالي 10 كيلو متر إلى الشمال الغربي من تل القدح. تبلغ مساحة حوالي 9 هكتار، وقد كان مأهولاً بالسكان خلال المراحل الثالثة الأولى من العصر البرونزي القديم ومحصناً بسور دفاعي خلال المرحلتين الثانية والثالثة من العصر البرونزي القديم.